# Gnorimosphaeroma iriei
Gnorimosphaeroma iriei är en kräftdjursart som beskrevs av Nunomura1998. Gnorimosphaeroma iriei ingår i släktet Gnorimosphaeroma och familjen klotkräftor. Inga underarter finns listade i Catalogue of Life.